# Copa do Mundo de Basquetebol Feminino
A Copa do Mundo de Basquetebol Feminino (ou basquete) é o torneio realizado pela Federação Internacional de Basquetebol (FIBA) reunindo as seleções nacionais deste esporte. É realizado a cada quatro anos, cuja primeira edição foi sediada no Chile em 1953, com a Seleção Estadunidense sagrando-se campeã.

## Resultados
| Ano           | País Sede/Cidade                |                 | Final      | Final           | Final          |            | Medalha de Bronze | Medalha de Bronze | Medalha de Bronze |
| Ano           | País Sede/Cidade                | Ouro            | Placar     | Prata           | Bronze         | Placar     | Quarto Lugar      |                   |                   |
| ------------- | ------------------------------- | --------------- | ---------- | --------------- | -------------- | ---------- | ----------------- | ----------------- | ----------------- |
| 1953 Detalhes | Chile Santiago                  | Estados Unidos  | [ nota 1 ] | Chile           | França         | [ nota 1 ] | Brasil            |                   |                   |
| 1957 Detalhes | Brasil Rio de Janeiro           | Estados Unidos  | [ nota 1 ] | União Soviética | Checoslováquia | [ nota 1 ] | Brasil            |                   |                   |
| 1959 Detalhes | União Soviética Moscou          | União Soviética | [ nota 1 ] | Bulgária        | Checoslováquia | [ nota 1 ] | Iugoslávia        |                   |                   |
| 1964 Detalhes | Peru Em 5 cidades               | União Soviética | [ nota 1 ] | Checoslováquia  | Bulgária       | [ nota 1 ] | Estados Unidos    |                   |                   |
| 1967 Detalhes | Tchecoslováquia Em 4 cidades    | União Soviética | [ nota 1 ] | Coreia do Sul   | Checoslováquia | [ nota 1 ] | Alemanha Oriental |                   |                   |
| 1971 Detalhes | Brasil Em 5 cidades             | União Soviética | [ nota 1 ] | Checoslováquia  | Brasil         | [ nota 1 ] | Coreia do Sul     |                   |                   |
| 1975 Detalhes | Colômbia Em 3 cidades           | União Soviética | [ nota 1 ] | Japão           | Checoslováquia | [ nota 1 ] | Itália            |                   |                   |
| 1979 Detalhes | Coreia do Sul Seul              | Estados Unidos  | [ nota 1 ] | Coreia do Sul   | Canadá         | [ nota 1 ] | Austrália         |                   |                   |
| 1983 Detalhes | Brasil Em 4 cidades             | União Soviética | 84–82      | Estados Unidos  | China          | 71–63      | Coreia do Sul     |                   |                   |
| 1986 Detalhes | União Soviética Em 3 cidades    | Estados Unidos  | 108–88     | União Soviética | Canadá         | 64–59      | Checoslováquia    |                   |                   |
| 1990 Detalhes | Malásia Em 3 cidades            | Estados Unidos  | 88–78      | Iugoslávia      | Cuba           | 83–61      | Checoslováquia    |                   |                   |
| 1994 Detalhes | Austrália Em 4 cidades          | Brasil          | 96–87      | China           | Estados Unidos | 100–95     | Austrália         |                   |                   |
| 1998 Detalhes | Alemanha Em 7 cidades           | Estados Unidos  | 71–65      | Rússia          | Austrália      | 72–67      | Brasil            |                   |                   |
| 2002 Detalhes | China Em 9 cidades              | Estados Unidos  | 79–74      | Rússia          | Austrália      | 91–63      | Coreia do Sul     |                   |                   |
| 2006 Detalhes | Brasil Barueri e São Paulo      | Austrália       | 91–74      | Rússia          | Estados Unidos | 99–59      | Brasil            |                   |                   |
| 2010 Detalhes | República Tcheca Brno e Ostrava | Estados Unidos  | 89–69      | Chéquia         | Espanha        | 77–68      | Bielorrússia      |                   |                   |
| 2014 Detalhes | Turquia Ancara e Istambul       | Estados Unidos  | 77–64      | Espanha         | Austrália      | 74–44      | Turquia           |                   |                   |
| 2018 Detalhes | Espanha Tenerife                | Estados Unidos  | 73–56      | Austrália       | Espanha        | 67–60      | Bélgica           |                   |                   |
| 2022 Detalhes | Austrália Sydney                | Estados Unidos  | 83-61      | China           | Austrália      | 95-65      | Canadá            |                   |                   |
| 2026 Detalhes | Alemanha                        |                 |            |                 |                |            |                   |                   |                   |

Notas
1. 1 2 3 4 5 6 7 8 9 10 11 12 13 14 15 16  Nessas edições, não houve final. A competição foi decidida numa fase final de grupos.

## Conquistas por País
| Time              | Ouro                                                                  | Prata                | Bronze                     | Quarto lugar               |
| Estados Unidos    | 11 (1953, 1957, 1979, 1986, 1990, 1998, 2002, 2010, 2014, 2018, 2022) | 1 (1983)             | 2 (1994, 2006)             | 1 (1964)                   |
| União Soviética   | 6 (1959, 1964, 1967, 1971, 1975, 1983)                                | 2 (1957, 1986)       |                            |                            |
| Austrália         | 1 (2006)                                                              | 1 (2018)             | 4 (1998, 2002, 2014, 2022) | 2 (1979, 1994)             |
| Brasil            | 1 (1994)                                                              |                      | 1 (1971)                   | 4 (1953, 1957, 1998, 2006) |
| Rússia            |                                                                       | 3 (1998, 2002, 2006) |                            |                            |
| Checoslováquia    |                                                                       | 2 (1964 , 1971)      | 4 (1957, 1959, 1967, 1975) | 2 (1986, 1990)             |
| China             |                                                                       | 2 (1994, 2022)       | 1 (1983)                   |                            |
| Coreia do Sul     |                                                                       | 2 (1967, 1979)       |                            | 3 (1971, 1983, 2002)       |
| Espanha           |                                                                       | 1 (2014)             | 2 (2010, 2018)             |                            |
| Bulgária          |                                                                       | 1 (1959)             | 1 (1964)                   |                            |
| Iugoslávia        |                                                                       | 1 (1990)             |                            | 1 (1959)                   |
| Chéquia           |                                                                       | 1 (2010)             |                            |                            |
| Chile             |                                                                       | 1 (1953)             |                            |                            |
| Japão             |                                                                       | 1 (1975)             |                            |                            |
| Canadá            |                                                                       |                      | 2 (1979, 1986)             | 1(2022)                    |
| Cuba              |                                                                       |                      | 1 (1990)                   |                            |
| França            |                                                                       |                      | 1 (1953)                   |                            |
| Itália            |                                                                       |                      |                            | 1 (1975)                   |
| Alemanha Oriental |                                                                       |                      |                            | 1 (1967)                   |
| Bélgica           |                                                                       |                      |                            | 1 (2018)                   |
| Bielorrússia      |                                                                       |                      |                            | 1 (2010)                   |
| Turquia           |                                                                       |                      |                            | 1 (2014)                   |